# 播客

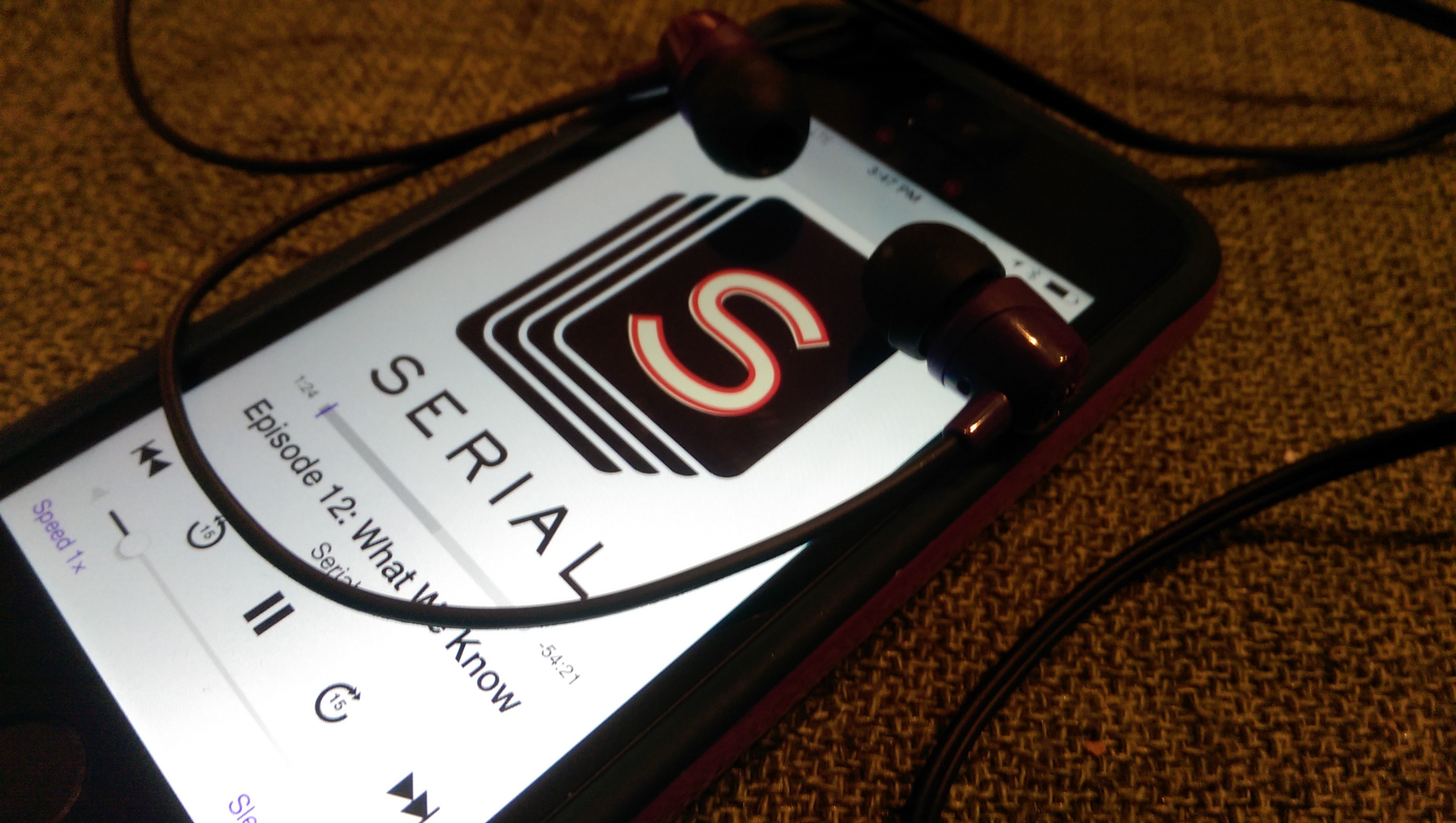
數位音訊播放器正播放「Serial」播客

播客或播客是一種數碼媒體，指一系列的音訊、视频、數位廣播或文字以列表形式經網際網路發佈，聽眾可下載或串流當中的檔案以欣賞。
播客創作者會將音訊或影片上傳至RSS或在線播客平台，聽眾或觀眾則透過软件獲取節目更新。大眾常用的播客平台有Apple Podcasts、Google播客、Spotify、Firstory等平台，其中多是有聲節目。

## 名稱
英語「Podcast」一詞是蘋果公司的產品「iPod」和「broadcast」（廣播）的混成詞，但播客可以於任何可播放多媒體檔案電腦播出，而非限於數碼音訊播放器。
由於英文中的「Podcast」、「Podcaster」及「Podcasting」等詞語相關，所以在中國大陸主要以中譯「播客」稱呼，而在台灣則較常直接以英文稱作「Podcast」。

## 现状
唯有建立明確的商業模式，才能支撐創作者繼續往前。以台湾为例，如今大多数的播客節目为平均壽命5.8個月，撐不過6個月，且以免费居多。
2024 年台灣舉辦第 59 屆廣播金鐘獎，是官方（文化部影視及流行音樂產業局）第一次設立 Podcast 獎項，象徵 Podcast 在台灣的被重視。「生活風格節目獎」、「藝術文化節目獎」、「兒童節目獎」、「少年節目獎」共四項大獎，得獎者分別為《唐陽雞酒屋》、《給我一個故事的時間》、《欖仁媽媽說故事》、《就決定是你了！松松》。